# Frente Democrática para a Libertação da Palestina
A Frente Democrática para a Libertação da Palestina (em árabe: 'الجبهة الديموقراطية لتحرير فلسطين Al-Jabha al-Dimuqratiya Li-Tahrir Filastin), ou FDLP, é uma organização política e militar palestiniana de orientação marxista-leninista e maoísta. A sua sede encontra-se em Damasco, na Síria. É membro da Organização para a Libertação da Palestina (OLP).
O grupo foi fundado em 1968 por Nayef Hawatmeh, um palestino de origem Jordaniana e de família cristã católica grega, separando-se da Frente Popular para a Libertação da Palestina (FPLP) devido à maior tendência maoísta de Hawatmeh, e sua percepção de que a FPLP era muito focado em questões militares, querendo fazer dela uma organização mais popular e ideológica. O objetivo declarado da DFLP é "criar uma Palestina popular e democrática, onde árabes e judeus viveriam sem discriminação, um Estado sem classes e opressão nacional, um Estado que permita aos árabes e judeus desenvolverem a sua cultura nacional".
O DFLP tinha receio de se associar demasiado estreitamente aos governos árabes e criticava outros grupos pró-Palestina por ignorarem as forças conservadoras do mundo árabe. Os seus líderes estiveram entre os primeiros defensores de uma "autoridade nacional" palestiniana, que acabou por evoluir para um apelo a um Estado palestiniano ao lado de Israel. A OLP adoptou esta proposta em 1974.
A FDLP é popular entre os palestinos na Síria e no Líbano, com uma presença menor na Faixa de Gaza e na Cisjordânia, além de palestinos cristãos.
A ala armada se chama Brigadas de Resistência Nacional (em árabe: كتائب المقاومة الوطنية, translit. Katāʼib al-Muqāwamah al-Waṭanīyah). A FDLP tem combatentes em Gaza e na Cisjordânia, mas estiveram envolvidos em relativamente poucas operações militares desde a Primeira Intifada e na Guerra Israel-Hamas iniciada em 2023.

## Formação
A Frente Democrática para a Libertação da Palestina foi fundada em 1968 por Nayef Hawatmeh, um católico grego, como resultado de uma cisão de militantes da Frente Popular para a Libertação da Palestina de George Habash. O nome inicial do grupo era Frente Democrática Popular para a Libertação da Palestina, mas em Agosto de 1974 a organização adoptou o seu nome actual (sem o "Popular").
Ideologicamente, situava-se mais à esquerda da Frente Popular para a Libertação da Palestina. O seu objetivo era a criação de um estado na região da Palestina através da revolução popular, que seria desencadeada quando os camponeses e as classes operárias fossem educados no socialismo. Neste estado poderiam viver judeus e árabes. O grupo condena o projeto político do sionismo através do qual nasceu Israel.
Em 1974 a Frente Democrática, junto com a Organização para a Libertação da Palestina (OLP), tornou-se partidária da criação de uma "autoridade nacional palestiniana" na Cisjordânia e na Faixa de Gaza.

## Ações armadas
A acção mais conhecida do grupo ocorreu em 1974 quando membros da Frente atacaram um escola em Maalot no norte de Israel, matando cerca de vinte adolescentes.
Em 1983 a Frente raptou um sargento do exército israelita, Samir Assad. O rapto terá sido conseguido graças à sedução do general por uma militante feminina da organização, que se envolveu durante vários meses com Assad. Quando este visitou a sua aldeia, foi feito prisioneiro pelo grupo, vindo a falecer mais tarde. Segundo a Frente, Assad teria sido morto durante bombardeamentos israelitas à base da organização; porém a autópsia realizada por médicos israelitas mostrou morte violenta.

## Anos 90
Em 1991 ocorreu uma cisão na Frente. Alguns membros, liderados por Yasser Abd Rabbo, formaram uma facção próxima de Yasser Arafat, enquanto que outros permaneceram fiéis ao núcleo de Hawatmeh, mais radicalizado. A facção de Yasser Abd Rabbo estaria origem de um partido político palestiniano, a União Democrática Palestiniana.
A Frente recusou-se a participar na Conferência de paz de Madrid de 1991, tendo rejeitado os Acordos de Oslo de 1993.

## Segunda Intifada
À semelhança de outras organizações da extrema-esquerda palestiniana, a Frente Democrática procurou readquirir algum do protagonismo perdido após a queda a União Soviética durante a Segunda Intifada (ou Intifada de Al-Aqsa), iniciada em Setembro de 2000.
Em Agosto de 2001 o grupo reivindicou um ataque numa base militar em Gaza, do qual resultou a morte de três soldados israelitas. Porém, as autoridades israelitas rejeitaram esta alegação, considerando mais provável que o ataque tenha sido efetuado por membros da Fatah.
A 11 de Setembro de 2001 uma chamada telefónica feita por um anónimo para uma estação de televisão de Abu Dhabi reivindicou a autoria dos atentados ao World Trade Center e ao Pentágono em nome da Frente Democrática. Os líderes do grupo negaram qualquer envolvimento com estes atentados, que condenaram. Nos dias que se seguiram ao 11 de Setembro o nome da organização circulou nos jornais e nas televisões como um dos eventuais responsáveis, contudo os Estados Unidos da América consideraram em pouco tempo que a autoria dos atentados foi do grupo Al Qaeda, ligado a Osama Bin Laden.

## Actuação política
A Frente apresentou Taysir Khalid como candidato nas eleições para a presidência da Autoridade Nacional Palestiniana de 2005, que conquistou 3,35% dos votos.
Nas eleições de 2006 para o Conselho Legislativo da Palestina, a Frente formou uma lista eleitoral conjunta com a União Democrática Palestiniana, o Partido do Povo Palestiniano e alguns independentes, que recebeu o nome de al-Badeel ("A Alternativa"). A lista foi liderada por um membro da Frente, Qais Abd al-Karim (Abou Leila), tendo conquistado 2,8% dos votos, o que lhe permitiu alcançar dois lugares no Conselho Legislativo da Palestina.
A Frente é particularmente ativa entre os palestinianos da Jordânia e da Síria. Publica um jornal semanal em vários países árabes, denominado Al-Hurriya ("A Liberdade").

## Proximidade com outros partidos árabes
Tradicionalmente a FDLP tinha relações bastante próximas com a Organização de Ação Comunista no Líbano, que também tinha as suas origens na ala esquerda do Movimento dos Nacionalistas Árabes, tendo a milícia da OACL na guerra civil libanesa sido treinada pela FDLP. Al-Hurriya foi publicado em Beirute como o jornal comum da FDLP e da OACL até 1977, quando passou a ser o órgão da FDLP.
Nos anos 70, elementos do Partido Comunista Iraquiano - Comando Central integraram as brigadas da FDLP.
Em 1989, o ramo jordano da FDLP passou a funcionar como um partido independente, o Partido Popular Democrático Jordano (em árabe: حزب الشعب الديمقراطي الأردني, Hizb Al-Sha'ab Al-Dimuqrati Al-Urduni - HASHD).